# Estado derviche (Somalia)

La distribución territorial del Cuerno de África en 1915. En el centro se aprecia el Estado derviche.

Bandera del Estado derviche.

El Estado derviche (en somalí: Dawlada Daraawiish, en árabe: دولة الدراويش‎: دولة الدراويش Dawlāt ad-Darāwīsh) fue un Estado Dhulbahante que fundó a finales del siglo XIX Diiriye Guure y Mohammed Abdullah Hassan y Ismail Mire Elmi que reunió un ejército de soldados Khatumo de los territorios del Cuerno de África que recibieron el nombre de «derviches». Esta fuerza le permitió a Hassan crear un poderoso estado mediante la conquista de tierras que reclamaban los sultanatos somalíes, los etíopes y las potencias europeas. El Estado derviche adquirió renombre en el mundo islámico y en Occidente gracias a su resistencia contra los imperialismos británico e italiano. Los derviches repelieron cuatro expediciones militares británicas, y obligaron a los británicos a retroceder a la región costera. A raíz de su fama en Oriente Próximo y Europa, tanto el Imperio otomano como el alemán se coligaron con ellos. El Estado derviche mantuvo la independencia durante el reparto de África y la Primera Guerra Mundial y fue el único estado musulmán del continente Africano en mantener su independencia después de la caída de Darfur en manos de los ingleses en 1916. Después de un cuarto de siglo de resistir a los británicos en las costas del cuerno del África, estos lo conquistaron definitivamente en 1920.

## Orígenes

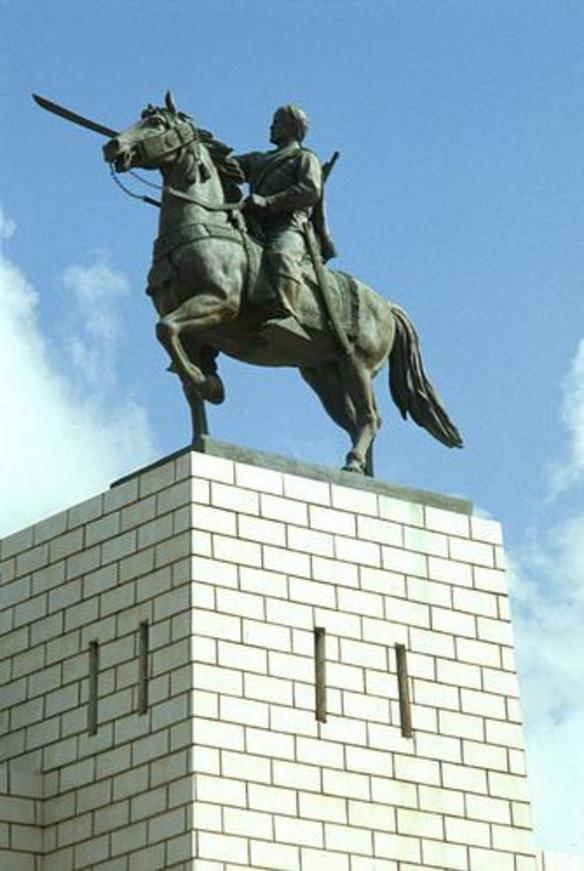
Estatua de Sayyid Mohammed Abdullah Hassan en Mogadiscio, Somalia.

A finales del siglo XIX, la conferencia de Berlín reunió a gran parte de las potencias de Europa durante el reparto de África. Los británicos, los italianos y los etíopes repartieron a la Gran Somalia a esferas de influencia, pusieron fin al sistema de pastoreo nómada y a la red de civilización somalí que conectaba las ciudades portuarias con el interior. La expedición hacia Somalia por el emperador etíope Menelik II, acompañado de un ejército de 11.000 hombres, hizo una profunda incursión en las proximidades de Luuq en Somalia. Sin embargo, sus tropas fueron rápidamente derrotadas por el Sultanato de Gobroon, de la cual solamente 200 soldados sobrevivieron. Los etíopes posteriormente frenaron las expediciones hacia el interior de Somalía, pero continuaron oprimiendo a las personas en el Ogaden por saquear al ganado de numerosos en cientos de miles. El bloqueo británico de las armas de fuego a los somalíes, rindió los nómadas a los indefensos de Ogaden contra los ejércitos de Menelik. Con el establecimiento de importantes órdenes musulmanes al mando de eruditos somalíes como Shaykh bin Al-rahman del Abd Ahmad al-Zayla'i y Uways al-Barawi, un renacimiento del Islam en África Oriental estará en marcha. La resistencia contra la colonización de tierras musulmanas en África y Asia por los afganos y los Mahdists inspiraría un gran movimiento de resistencia en Somalia. Mohammed Abdullah Hassan, un ex joven nómada que había viajado a muchos centros musulmanes en el mundo islámico, regresó a Somalia ya como un hombre y empezó a promover el orden Salihiya en las ciudades urbanas y el interior donde halló un gran éxito.

En 1897, Hassan dejó Berbera. En este viaje, en un sitio llamado Daymoole,  conoció a algunos niños somalíes quiénes eran atendidos por una Misión católica. Cuándo se les preguntó acerca su clan y sus padres, los huérfanos somalíes respondieron que pertenecieron al "clan de los padres (católico)." Esta respuesta sacudió su consciencia, porque sentía que el "señorío cristiano en su país era equivalente a la destrucción de la fe de su pueblo." En 1899, algunos soldados de las fuerzas armadas británicas conocieron a Hassan y le vendieron una pistola oficial. Cuándo se le preguntó sobre la pérdida de la pistola, le dijeron a sus superiores que Hassan les había robado la pistola. El 29 de marzo de 1899, el vicecónsul británico escribió una carta muy severa e insultante para pedirle que regrese el arma de inmediato, el cual alguien en el campamento de Hassan había reportado como robado. Esto enfureció a Hassan y envió una muy breve y cortante respuesta refutando la acusación. Mientras Hassan realmente había estado en contra de los invasores etíopes en Somalia, este pequeño incidente causó un enfrentamiento con los británicos

## Capital

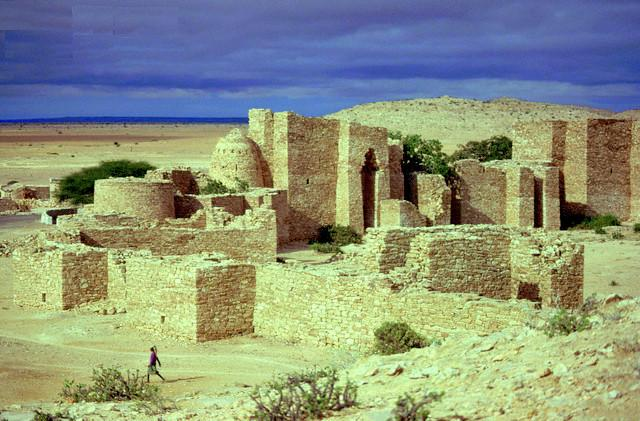
Taleh, La capital de los Derviches.

Los Sayyid durante sus campañas contra las potencias europeas y locales construyeron fortalezas por todo el Cuerno de África, y movería sus ejércitos de una ciudad a otra. En 1913, después de la retirada británica a la costa, la permanente capital y sede del estado Dervishes fue construido en Taleh, una gran ciudad amurallada con catorce fortalezas. La fortaleza principal, Silsilat, incluía un jardín amurallado y una casa de guardia. Se convirtió en la residencia de Mohammed Abdullah Hassan, sus esposas, familia, prominentes dirigentes militares somalíes, y también recibió varios dignatarios turcos, yemenies y alemanes, arquitectos, albañiles y fabricantes de armas. Una extensa área al nordeste de Taleh fue utilizado para la agricultura, mientras que las torres Dar Ilalo fueron utilizadas como graneros. Varias tumbas fueron construidas por Muhammad Abdullah Hassan a honor su padre, madre y miembros prominentes del norte y el sur de Somalia. Sin embargo, aquellos que cometieron actos de traición, delitos, o por cualquier otro motivo con el dirigente dervich fueron enviados a Hed Kaldig, la principal plaza de ejecuciones.

## Economía
El dominio derviche del hinterland en la península somalí trajo importantes rutas comerciales bajo su hegemonía, que explotaron al redirigir el rico comercio del ganado a ciudades portuarias como Las Khorey, Eyl y Ilig. Las importaciones más importantes incluían armas de fuego, caballos y materiales de construcción para la construcción de varias fortalezas en el Cuerno de África.

## Fuerzas armadas
El ejército regular (Maara-weyn) del estado de Dervich fue organizado en siete regimientos: Shiikh-yaale, Gola-weyne, Taar-gooye, Indha-badan, Miinanle, Dharbash y Rag-xun. Cada regimiento tuvo su comandante (muqaddim), y su tamaño variaba de 1.000 a 4.000 hombres. Una gran fuerza paramilitar fue también diseñada para la población nómada. La caballería, por su parte, numerado entre 5.000 y 10.000 jinetes, y el ejército se le fue suministrado con armas modernas como rifles y ametralladoras maxim. Los soldados derviches utilizaron la danza y canto tradicional dhaanto para levantar su espíritu de cuerpo y a menudo cantaban montados en caballos.

## Guerras en contra de Italia, Gran Bretaña y Etiopía

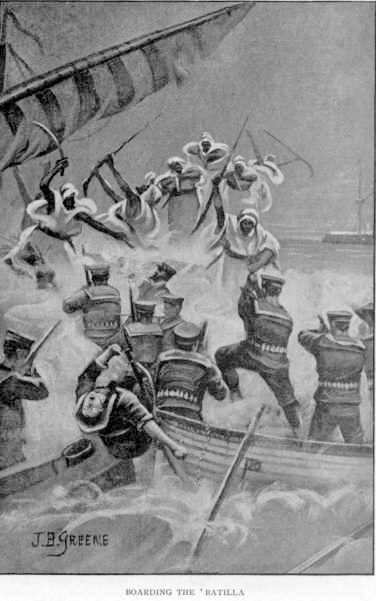
Soldados derviches somalíes combaten contra sus contrapartes británicos en el mar.

En agosto de 1898, el ejército derviche ocupó Burao, un importante centro de la Somalilandia Británica, dando control de Hassan Abdullah Muhammad sobre los sitios de riego de la ciudad. Hassan también tuvo éxito en hacer paz entre los clanes locales e inició una gran asamblea, donde la población fue instada para unirse a la guerra contra los británicos.

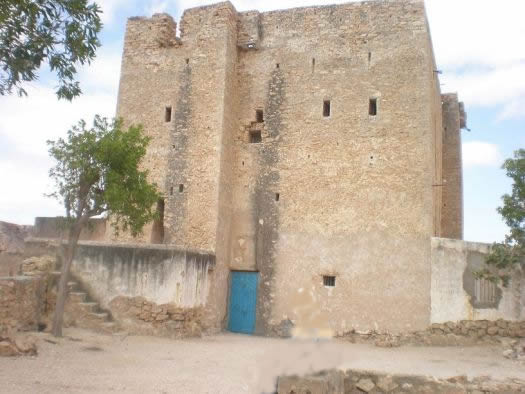
El histórico fuerte derviche Daarta Sayyidka en Eyl.

En 1900, una expedición etíope que había sido enviada para arrestar o matar a Hassan, robó un gran número de camellos. Hassan en contraataque atacó la guarnición en Jijiga el 4 de marzo de ese mismo año,recuperando exitosamente todos los animales robados. Obtuvo un gran prestigio en recuperar las riquezas robadas de los etíopes y lo usó junto con su carisma y poderes de oratoria para mejorar su indisputable autoridad sobre el Ogaden. Para aprovechar el entusiasmo de Ogaden en el encuentro final, Hassan se casó con la hija de un prominente dirigente y a cambio entregó a su propia hermana, Toohyar Sheikh Adbile, a Abdi Mohammed Waale, un notable anciano.
Hacia el fin de 1900, el emperador etíope Menelik II propuso una acción  conjunta con los británicos en contra de los derviches. En consecuencia, el teniente coronel británico E. J. Swayne reunió un ejército de 1.500 soldados somalíes dirigidos por 21 oficiales europeos y avanzaron hacia Burco el 22 de mayo de 1901, mientras un ejército etíope de 15.000 soldados partió hacia Harar para unirse a las fuerzas británicas en la aniquilación de 20.000 combatientes derviches (de los cuales el 40 por ciento eran caballería ).
En la campaña de Somalilandia de 1920, 12 aeronaves fueron utilizadas para apoyar a las fuerzas británicas locales. En un mes, estas habían tomado la capital del estado de Dervich y Hassan tuvo que retroceder hacia el oeste.

## Legado actual

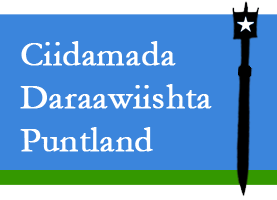
Logotipo del Puntland Dervish Fuerza, nombrado en honor a los Dervishes.

El legado de los Derviches en Somalia puede ser visto en el patrimonio cultural del país, su historia, y sociedad. En memoria de los héroes del pasado, el gobierno militar de Somalia dirigido por Mohamed Siad Barre levantó las estatuas visibles entre Makka Al Mukarama y Shabelle Carreteras en el corazón de Mogadiscio. Estos fueron los tres iconos más importantes de la historia somalí; Mohammed Abdullah Hassan, Stone Thrower y Hawo Tako. Otros hechos históricos sobre Somalia, numerosas fortalezas y castillos construidos por los derviches fueron incluidos en una lista de los tesoros nacionales de Somalia. El periodo de los derviches engendró muchos poetas de guerra y poetas de paz se implicaron en una lucha conocida como la guerra literaria qué tuvo un profundo efecto en la literatura y poesía somalíes, con Mohammed Abdullah Hassan que fue el poeta más prominente de aquella época. Muchos de estos poemas continúan siendo enseñados en escuelas somalíes y han sido recitados por varios Presidentes de Somalia en discursos así como en concursos de poesía. En Estudios somalíes, el periodo derviche fue un capítulo importante en la historia de Somalia y su breve periodo de hegemonía europea, el último inspirado como movimiento de resistencia. Debido a su objetivo de crear un Estado somalí unificado o una Gran Somalía trascienden las divisiones regionales y del clan, muchos eruditos consideran a los derviches como los arquitectos ideológicos de Somalia y a Muhammad Abdullah Hassan como el "Padre de la Patria".

## En la cultura popular
- La película documental El Parching los vientos de Somalia incluye una sección en la lucha derviche y su dirigente, Mohammed Abdullah Hassan.
- La novela romántica histórica Ignorancia es el enemigo del amor por Farah Mohamed Jama Awl tiene un protagonista derviche llamado Calimaax, quién es parte de una malograda historia de amor y su lucha contra los británicos, italianos y Etíopes en el Cuerno de África.
- En 1983, una película titulada Un derviche somalí  fue dirigida por Abdulkadir Ahmed Dijo.
- En el episodio "Lealtad" de la serie Law & Order: Criminal Intent hay referencias a los derviches y a su dirigente. El episodio también presenta a un personaje que supuestamente desciende de Muhammad Abdullah Hassan.
- En 1985, una película hindú de 4 horas y 40 minutos producida por el cineasta Salah Ahmed titulado Somalia Dervishes fue todo un acontecimiento. Con un presupuesto de $1.8 millones de dólares, incluyó un verdadero descendiente de Hassan como su estrella, y presentó cientos de actores y extras.[14]
- En la saga del popular cómic Corto Maltés, los viajes del protagonista al Cuerno de África durante la batalla entre los derviches y los británicos, y la presencia la una anterior tormenta poderosa en un fuerte británico. Durante estos viajes,  desarrolla una amistad de largo plazo con un guerrero derviche llamado Cush, quién posteriormente se presenta en varias aventuras de Corto alrededor del mundo.